# Culan
Culan là một xã trong tỉnh Cher, thuộc vùng hành chính Centre-Val de Loire của nước Pháp, có dân số là 822 người (thời điểm 1999). Xã nằm khoảng 30 km từ Montluçon và 63 km từ Châteauroux.

## Nhân khẩu học
| 1962 | 1968 | 1975 | 1982 | 1990 | 1999 | 2001 |
| ---- | ---- | ---- | ---- | ---- | ---- | ---- |
| 1261 | 1310 | 1164 | 1055 | 932  | 822  | 842  |